# Periclimenes brocketti
Periclimenes brocketti är en kräftdjursart som beskrevs av Lancelot Alexander Borradaile 1915. Periclimenes brocketti ingår i släktet Periclimenes och familjen Palaemonidae. Inga underarter finns listade i Catalogue of Life.